# Ludwig Fontana
Ludwig Fontana, geboren Luigi Fontana, (russisch Людвиг Францевич Фонтана; * 1824 in Castel San Pietro; † 1894 ebenda) war ein russischer Architekt aus der Schweiz.

## Leben
Fontana studierte in Pavia. 1845 kam er nach St. Petersburg und wurde Bildhauerlehrling bei Harald Julius von Bosse. 1851 wurde Fontana von der Akademie der Künste als Künstler anerkannt.

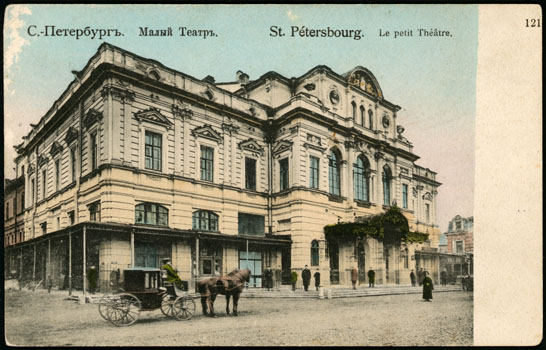
Maly Teatr, St. Petersburg

1860 machte sich Fontana selbständig. Fontana baute eine Reihe von Mietshäusern mit beeindruckenden Fassaden (1860–1863). Er projektierte bedeutende Gebäude im Zentrum St. Petersburgs. 1869–1870 baute er das Gebäude der Allrussischen Manufakturausstellung im Soljanoi Gorodok an der Fontanka. 1873–1875 baute er das Grand Hotel Europe im Stil des Eklektizismus gründlich um. Für Pjotr Pawlowitsch Durnowo baute Fontana eine Villa (1872–1873) an der Angliskaja Nabereschna und eine Datsche an der Swerdlowskaja Nabereschna. 1875 wurde er Mitglied der Akademie der Künste mit dem Titel Akademiker. Er war Architekt des Kaiserlichen Hofes und des Finanzministeriums. 1876–1878 baute er im Auftrag Graf Anton Stepanowitsch Apraxins das Maly Teatr an der Fontanka, das 1900–1902 von A. K. Hammerstedt zum Bolschoi Dramatitscheski Teatr umgebaut wurde (jetzt Georgi Alexandrowitsch Towstonogows Theater). Für Graf Apraxin baute Fontana die Auferstehungskirche im russischen Stil (1883–1884, nicht erhalten) und eine Reihe von Gebäuden auf seinem Hof.
Schließlich kehrte Fontana in seine Heimat Castel San Pietro zurück, baute mehrere Villen und projektierte den städtischen Friedhof, auf dem er begraben wurde.